# Rhyacophila reyesi
Rhyacophila reyesi är en nattsländeart som beskrevs av Donald G. Denning 1989. Rhyacophila reyesi ingår i släktet Rhyacophila och familjen rovnattsländor. Inga underarter finns listade i Catalogue of Life.